# Melanie Waelde
Melanie Waelde (geboren 24. Mai 1992 in Dachau) ist eine deutsche Filmregisseurin, Drehbuchautorin und Autorin. Ihr Debütfilm Nackte Tiere wurde vom Branchenevent European Work in Progress in Köln 2019 als Bester Erstlingsfilm ausgezeichnet und zur Berlinale 2020 in der Sektion Encounters aufgeführt.

## Leben und Wirken
Nach eigenen Aussagen wuchs Melanie Waelde in Bayern zwischen Kirche und Kühen auf, ehe sie in den Norden zog. Von 2013 bis 2017 studierte sie an der Deutschen Film- und Fernsehakademie Berlin (dffb) das Fach Drehbuch. Im Rahmen ihrer Abschlussarbeit verfasste sie 2017 das Drehbuch zu Nackte Tiere. Sie arbeitet freiberuflich, schreibt Drehbücher und führt Regie.
Bei der Berlinale 2021 wurde sie in die internationale Kinder- und Jugendfilmjury der Sektion Generation berufen.
Melanie Waelde schreibt zudem Kurzgeschichten und tritt regelmäßig als Text-Performerin beim Performance-Festival Potsdam auf.

## Auszeichnungen
2015 wurde Melanie Waelde für ihren Dokumentarfilm Like in Africa mit dem Deutschen Nachwuchsfilmpreis geehrt. Ihr Spielfilmdebüt Nackte Tiere wurde 2019 beim European Work in Progress, einem dreitägigen Branchenevent während des Film Festival Cologne in Köln, als Bester Erstlingsfilm mit dem Zoom Medienfabrik Award ausgezeichnet.

## Filmografie (Auswahl)
- 2012: Großer, starker Bruder (Kurzfilm), Drehbuch und Regie
- 2012: Irrdisch (Kurzfilm), Drehbuch und Regie
- 2013: Like in Africa (Dokumentarfilm), Drehbuch
- 2014: Klebriger Wüstenstaub (Kurzfilm), Drehbuch und Regie
- 2015: Trust the Girls (Kurzfilm), Drehbuch und Regie
- 2016: Motten (Kurzfilm), Drehbuch und Regie
- 2016: Thou (Kurzfilm), Drehbuch
- 2017: Texter (Kurzfilm)
- 2017: Für Umme (Webserie), Drehbuch
- 2017: Ohne Euch (Kurzfilm), Regie
- 2018: Glitzer und Staub (Dokumentarfilm), Drehbuch
- seit 2018: Schloss Einstein (Fernsehserie), Drehbuch
- 2019: Nackte Tiere, Drehbuch und Regie
- 2023: Tatort: Die Kälte der Erde
- 2025: Tatort: Das Ende der Nacht

## Publikationen
- Blessed (Kurzgeschichte) In: Die Novelle – Zeitschrift für Experimentelles. CreateSpace Independent Publishing Platform, North Charleston 2014, ISBN 978-1-500-17435-4.